# 拟翼状猪笼草
拟翼状猪笼草（学名：Nepenthes abalata）是菲律宾西部库利昂岛、库约岛及马拉里森岛（Malalison）特有的热带食虫植物。其生长于海拔0至20米的沿海草原及灌木丛中。其种加词“abalata”可能源于翼状猪笼草（N. alata），指拟翼状猪笼草在其历史上与高度易变的翼状猪笼草混淆。

## 扩展阅读
维基共享资源上的相關多媒體資源：拟翼状猪笼草
 維基物種上的相關：拟翼状猪笼草